# Nationaal Historisch Museum (Bulgarije)
Het Nationaal Historisch Museum (Bulgaars: Национален исторически музей, Natsionalen istoritsjeski musejin) Sofia is Bulgarijes grootste museum. Het werd opgericht op 5 mei 1973 en de eerste grote expositie was in 1984, waar 1300 jaar geschiedenis van Bulgarije werd voorgesteld. Het museum stelt meer dan 650.000 objecten tentoon.
De directeur is professor Bozhidar Dimitrov, een bekend Bulgaars historicus.